# Dianne Gerace
Dianne Gerace, född 26 oktober 1943, är en friidrottare från Kanada. Hon deltog vid olympiska sommarspelen 1964.